# Lovro Majer
Lovro Majer (hr[lǒːʋro mâjer] ; n. 17 ianuarie 1998, Zagreb, Croația) este un fotbalist croat, care joacă pe post de mijlocaș la Wolfsburg în Bundesliga. Pe plan internațional, are prezențe la națională pentru Croația U-21⁠(d) și Croația.

## Carieră

### Primii ani
Majer s-a născut la Zagreb în 1998. Tatăl său Egon provine din Preko, pe insula Ugljan. Majer și-a început cariera de fotbalist cu echipa locală Dinamo Zagreb. A părăsit echipa la vârsta de 12 ani. În 2013, Majer s-a alăturat academiei de tineret a lui Lokomotiva.

### Lokomotiva
În 2016, Majer a fost convocat la prima echipă a lui Lokomotiva. La 30 iunie 2016, Majer și-a făcut debutul la echipa de seniori în faza de calificare în UEFA Europa League împotriva lui Santa Coloma pe Estadi Comunal, înlocuindu-l pe Eros Grezda în minutul 76 de antrenorul Mario Tokić. Pe 17 iulie 2016, și-a făcut debutul în Prva HNL în prima etapă a sezonului împotriva lui Dinamo Zagreb, înlocuindu-l pe Ivan Fiolić în minutul 55 al înfrângerii cu 3-1. Pe 25 octombrie 2016, a marcat în Cupa Croației în minutul 69 al turului doi împotriva lui Vinogradar. Golul său a făcut-o pe Lokomotiva să avanseze în sferturile de finală.
Pe 10 martie, Majer a marcat o dublă într-o victorie cu 4-1 în deplasare împotriva lui Dinamo Zagreb, care a fost o primă victorie istorică pentru Lokomotiva în fața lui Dinamo, câștigând după 28 de încercări. La 8 iunie 2018, Majer a primit premiul pentru cel mai bun tânăr fotbalist de către Federația Croată de Fotbal pentru performanțele sale din sezonul Prva HNL 2017-2018 și a fost, de asemenea, numit în Echipa Sezonului. În timpul petrecut la Lokomotiva, a stârnit interesul a echipe precum Newcastle United și Sampdoria.

### Dinamo Zagreb
Pe 27 iunie 2018, Majer a semnat oficial pentru Dinamo Zagreb  și a ales tricoul cu numărul 10. Pe 27 iulie, la debutul său în campionat pentru Dinamo, sa accidentat la gleznă, când Dinamo a remizat 1–1 cu Rudeš. A fost nevoit să fie operat și să rateze prima jumătate a sezonului.
Pe 25 august 2021, în manșa secundă a play-off-ului Ligii Campionilor împotriva lui Sheriff Tiraspol, Majer a avut a suta și ultima apariție pentru Dinamo.

### Rennes
La 26 august 2021, Majer a semnat un contract de cinci ani cu echipa din Ligue 1 Rennes pentru 12 milioane de euro plus diverse bonusuri. Și-a făcut debutul în campionat trei zile mai târziu, într-o înfrângere cu 2-0 în fața luiAngers, fiind înlocuit de Benjamin Bourigeaud în minutul 82. Majer s-a impus ca un membru cheie al echipei în timpul toamnei, având o performanță remarcabilă în timpul victoriei cu 4-1 asupra Lyonului din 7 noiembrie. A marcat primul său gol pentru Rennes pe 20 noiembrie, într-o victorie cu 2-0 în campionat împotriva lui Montpellier.  Pe 5 decembrie, i-a oferit lui Martin Terrier trei pase decisive pentru hat-trick-ul său și a provocat autogolul lui Yvann Maçon alături de Lorenz Assignon, când Rennes a învins Saint-Étienne cu 5-0. La sfârșitul sezonului, în timpul căruia a fost lăudat pentru performanțele sale, Majer a acumulat șase goluri și nouă pase decisive și a fost numit în echipa sezonului din Ligue 1 de L'Équipe.

## Carieră internațională
Majer a debutat cu echipa de seniori a Croației pe 28 mai 2017, jucând ultimele trei minute într-o victorie amicală cu 2-1 în fața Mexicului.
Pe 7 iunie 2019, a fost inclus în lotul de 23 de jucători a lui Nenad Gračan pentru Campionatul European sub 21 din 2019. A făcut o singură apariție în faza grupelor, la remiza 3–3 cu Anglia, când Croația era deja eliminată. La 9 martie 2021, a fost din nou inclus în lotul de 23 de jucători a lui Igor Bišćan pentru faza grupelor de la Campionatul European sub 21 din 2021. În ciuda faptului că a petrecut cea mai mare parte a turneului pe bancă din cauza unei accidentări minore, i-a oferit lui Domagoj Bradarić o pasă de gol pentru singurul gol al Croației în meciul final din grupă, fiind o înfrângere cu 2-1 în fața Angliei, care s-a dovedit a fi decisivă, deoarece Croația a avansat în faza eliminatorie datorită unui golaveraj mai bun.
La 17 mai 2021, a fost inclus în echipa preliminară de 34 de jucători a lui Zlatko Dalić pentru UEFA Euro 2020; însă, nu a făcut parte din lotul final de 26. Pe 11 noiembrie 2021, Majer a marcat primele sale două goluri la echipa națională în victoria cu 7-1 împotriva Maltei în calificările la Campionatul Mondial din 2022.

## Palmares
Dinamo Zagreb
- Prva HNL: 2018–19, 2019–20, 2020–21
- Cupa Croației: 2020–21 [38]
- Supercupa Croației: 2019